# Tweede klasse 2012-13 (voetbal België)
Het seizoen 2012/13 van de Belgische Tweede Klasse gaat van start in de zomer van 2012 en eindigt in het voorjaar van 2013.

## Naamswijzigingen
- VC Eendracht Aalst 2002 wijzigde zijn naam in SC Eendracht Aalst.

## Gedegradeerde teams
Deze teams degradeerden uit Eerste Klasse voor de start van het seizoen:
- K. Sint-Truidense VV (verliezer play-off III)
- KVC Westerlo (verliezer eindronde)

## Gepromoveerde teams
Deze teams promoveerden uit Derde Klasse:
- R. Mouscron-Péruwelz (kampioen 3A)
- KFC Dessel Sport (kampioen 3B)
- KSV Oudenaarde (winst eindronde)

## Promoverende teams
Deze teams promoveren naar Eerste Klasse op het eind van het seizoen:
- KV Oostende (kampioen)

Eersteklasser Cercle Brugge won play-off III. Hierna speelde het in de eindronde met tweedeklassers voor het behoud en won die waardoor er maar 1 stijger (Oostende) naar eerste klasse is.

## Degraderende teams
Deze teams degraderen naar Derde Klasse op het eind van het seizoen:
- SK Sint-Niklaas (laatste)
- KSV Oudenaarde (voorlaatste) moest de eindronde spelen. Oudenaarde kreeg een forfaitscore toegekend met de bijbehorende 3 punten maar na een klacht van Heist verloor Oudenaarde terug zijn 3 punten na de competitie. Oudenaarde gaf echter forfait omdat het weigerde de eindronde te spelen. Oudenaarde had na het eind van het seizoen zijn spelers al op vakantie gestuurd en doordat pas na de competitie de 3 punten afgenomen werden kon het geen sterk elftal meer samenstellen voor de eindronde.
- Doordat Beerschot in eerste klasse geen licentie kreeg en rechtstreeks naar derde klasse degradeerde is de 16de in het klassement Heist gered.

## Ploegen
Deze ploegen spelen in het seizoen 2012/2013 in de Tweede Klasse:
| Stam- nummer | Club                    | Plaats                          | Trainer                         | Vorige trainers seizoen 2012/2013                  |    |
| ------------ | ----------------------- | ------------------------------- | ------------------------------- | -------------------------------------------------- | -- |
| 4276         | KAS Eupen               | Eupen                           | Bartolomé Márquez López         |                                                    | 1  |
| 2554         | Lommel United           | Lommel                          | Philip Haagdoren                |                                                    | 2  |
| 369          | RCS Visétois            | Wezet                           | Manuele Domenicali              |                                                    | 3  |
| 1            | R. Antwerp FC           | Deurne, Antwerpen               | Dennis van Wijk                 |                                                    | 4  |
| 5632         | AFC Tubize              | Tubeke                          | Dante Brogno                    |                                                    | 5  |
| 31           | KV Oostende             | Oostende                        | Frederik Vanderbiest            |                                                    | 6  |
| 2948         | KSK Heist               | Heist-op-den-Berg               | Cis Bosschaerts                 |                                                    | 7  |
| 1936         | FC Brussels             | Sint-Jans-Molenbeek, Brussel    | Moïse Boassy Mohamed Reda Acimi | Noureddine Zaiour Didier Beugnies Benjamin Nicaise | 8  |
| 167          | R. Boussu Dour Borinage | Boussu                          | Arnauld Mercier                 |                                                    | 9  |
| 134          | KSV Roeselare           | Roeselare                       | Serhij Serebrennikov            |                                                    | 10 |
| 90           | SC Eendracht Aalst      | Aalst                           | Chris Janssens                  | Bart Van Renterghem                                | 11 |
| 5750         | R. White Star Woluwe FC | Sint-Lambrechts-Woluwe, Brussel | Ludovic Batelli                 | Felice Mazzu                                       | 12 |
| 9264         | SK Sint-Niklaas         | Nieuwkerken-Waas                | Robby Kerremans                 | Alex Czerniatynski                                 | 13 |
| 373          | K. Sint-Truidense VV    | Sint-Truiden                    | Guido Brepoels                  |                                                    | 14 |
| 2024         | KVC Westerlo            | Westerlo                        | Dennis van Wijk (eindronde)     | Frank Dauwen Vedran Pelic                          | 15 |
| 216          | R. Mouscron-Péruwelz    | Moeskroen                       | Arnaud Dos Santos               |                                                    | 16 |
| 81           | KSV Oudenaarde          | Oudenaarde                      | Stefan Leleu                    |                                                    | 17 |
| 606          | KFC Dessel Sport        | Dessel                          | Stijn Vreven                    |                                                    | 18 |

| 1 2 3 4 5 6 7 8 9 10 11 12 13 14 15 16 17 18 Geografische verspreiding clubs |

## Klassement
|    |    |                         | P  | W  | G  | V  | +  | -  | DS  | Ptn |
| -- | -- | ----------------------- | -- | -- | -- | -- | -- | -- | --- | --- |
| K  | 1  | KV Oostende             | 34 | 24 | 5  | 5  | 64 | 25 | 39  | 77  |
| EP | 2  | R. Mouscron-Péruwelz    | 34 | 20 | 7  | 7  | 58 | 29 | 29  | 67  |
| EP | 3  | KVC Westerlo            | 34 | 17 | 12 | 5  | 54 | 29 | 25  | 63  |
|    | 4  | K. Sint-Truidense VV    | 34 | 17 | 6  | 11 | 54 | 36 | 18  | 57  |
|    | 5  | Boussu Dour Borinage    | 34 | 15 | 10 | 9  | 44 | 34 | 10  | 55  |
|    | 6  | Lommel United           | 34 | 14 | 8  | 12 | 50 | 48 | 2   | 50  |
| EP | 7  | R. White Star Woluwe FC | 34 | 14 | 7  | 13 | 41 | 49 | -8  | 49  |
|    | 8  | KAS Eupen               | 34 | 13 | 10 | 11 | 44 | 37 | 7   | 49  |
|    | 9  | AFC Tubize              | 34 | 12 | 10 | 12 | 43 | 42 | 1   | 46  |
|    | 10 | R. Antwerp FC           | 34 | 12 | 9  | 13 | 42 | 44 | -2  | 45  |
|    | 11 | KSV Roeselare           | 34 | 10 | 12 | 12 | 44 | 47 | -3  | 42  |
|    | 12 | KFC Dessel Sport        | 34 | 11 | 8  | 15 | 35 | 42 | -7  | 41  |
|    | 13 | SC Eendracht Aalst      | 34 | 10 | 11 | 13 | 38 | 52 | -14 | 41  |
|    | 14 | FC Brussels             | 34 | 9  | 6  | 19 | 34 | 49 | -15 | 33  |
|    | 15 | RCS Visétois            | 34 | 8  | 9  | 17 | 47 | 57 | -10 | 33  |
|    | 16 | KSK Heist               | 34 | 8  | 6  | 20 | 39 | 57 | -18 | 30  |
| ED | 17 | KSV Oudenaarde          | 34 | 8  | 9  | 17 | 36 | 60 | -24 | 30  |
| D  | 18 | SK Sint-Niklaas         | 34 | 7  | 9  | 18 | 34 | 64 | -30 | 30  |

P: wedstrijden gespeeld, W: wedstrijden gewonnen, G: gelijke spelen, V: wedstrijden verloren, +: gescoorde doelpunten, -: doelpunten tegen, DS: doelsaldo, Ptn: totaal punten
 K: kampioen en promotie, EP: eindronde voor promotie, ED: eindronde voor degradatie D: degradatie
Omdat Beerschot geen licentie kreeg en rechtstreeks zakt van eerste naar derde klasse is er een daler minder.
Heist dat normaal eindronde speelt is gered, Oudenaarde dat normaal degradeerde speelt eindronde.
Oudenaarde kreeg een forfaitscore toegekend met de bijbehorende 3 punten maar na een klacht van Heist verloor Oudenaarde terug zijn 3 punten. Het doelsaldo van 5-0 kreeg het wel toegekend.

## Periodekampioenen
Tijdens het seizoen worden periodetitels toegekend. Periodewinst levert een plaats in de eindronde op.
- Eerste periode: R. White Star Woluwe FC
- Tweede periode: KV Oostende
- Derde periode: KV Oostende

Aangezien Oostende ook kampioen werd, namen de hoogst gerangschikte clubs die geen periodekampioen werden, in dit geval Royal Mouscron-Péruwelz en KVC Westerlo, de plaats van Oostende in de eindronde in.
De vierde plaats in de eindronde werd ingenomen door Cercle Brugge, de winnaar van Play-off III in eerste klasse.

## Eindronde voor promotie

### Wedstrijden
| Datum  | Uur   | Wedstrijd                         | Uitslag |
| ------ | ----- | --------------------------------- | ------- |
| 05 mei | 15:00 | Mouscron-Péruwelz - Cercle Brugge | 0 - 3   |
| 05 mei | 15:00 | Westerlo - Woluwe                 | 1 - 1   |
| 12 mei | 15:00 | Cercle Brugge - Westerlo          | 1 - 0   |
| 12 mei | 15:00 | Woluwe - Mouscron-Péruwelz        | 1 - 2   |
| 16 mei | 20:30 | Mouscron-Péruwelz - Westerlo      | 1 - 0   |
| 16 mei | 20:30 | Cercle Brugge - Woluwe            | 4 - 0   |
| 19 mei | 15:00 | Westerlo - Mouscron-Péruwelz      | 3 - 1   |
| 19 mei | 15:00 | Woluwe - Cercle Brugge            | 1 - 4   |
| 23 mei | 20:30 | Woluwe - Westerlo                 | 0 - 1   |
| 23 mei | 20:30 | Cercle Brugge - Mouscron-Péruwelz | 1 - 2   |
| 26 mei | 15:00 | Westerlo - Cercle Brugge          | 5 - 0   |
| 26 mei | 15:00 | Mouscron-Péruwelz - Woluwe        | 3 - 1   |

### Eindstand
|   |   | P                       | W | G | V | + | -  | DS | Ptn |    |
| - | - | ----------------------- | - | - | - | - | -- | -- | --- | -- |
| P | 1 | Cercle Brugge KSV       | 6 | 4 | 0 | 2 | 13 | 8  | +5  | 12 |
|   | 2 | R. Mouscron-Péruwelz    | 6 | 4 | 0 | 2 | 9  | 9  | 0   | 12 |
|   | 3 | KVC Westerlo            | 6 | 3 | 1 | 2 | 11 | 4  | +7  | 10 |
|   | 4 | R. White Star Woluwe FC | 6 | 0 | 1 | 5 | 4  | 16 | -12 | 1  |

P: wedstrijden gespeeld, W: wedstrijden gewonnen, G: gelijke spelen, V: wedstrijden verloren, +: gescoorde doelpunten, -: doelpunten tegen, DS: doelsaldo, Ptn: totaal punten

## Degradatie-eindronde
Het team dat 17de eindigde, KSV Oudenaarde, speelde een eindronde met een aantal derdeklassers en ging daar van start in de tweede ronde van die eindronde.

## Topscorers
| Scorer             | Goals | Team                    | Land       |
| ------------------ | ----- | ----------------------- | ---------- |
| Hervé Ndjana Onana | 17    | AFC Tubize              | Kameroen   |
| Bart Webers        | 15    | KSK Heist               | België     |
| Daniel De Oliveira | 14    | White Star Woluwe FC    | Brazilië   |
| Laurent Depoitre   | 14    | KV Oostende             | België     |
| John Jairo Ruiz    | 14    | Royal Mouscron-Péruwelz | Costa Rica |

De officiële benamingen van deze competitie luidden achtereenvolgens Bevordering (van 1909 tot 1926), Eerste Afdeling (van 1926 tot 1952), Tweede Klasse (van 1952 tot 2016). 
In 2016 werd de Tweede Klasse opgeheven en vervangen door Eerste klasse B en Eerste klasse Amateurs.
Nationaal voetbal · Regionaal voetbal · Provinciaal voetbal · KBVB · Nationaal voetbalelftal · Nationaal dameselftal
Belgisch nationaal voetbal
Eerste klasse A · Eerste klasse B · Eerste nationale · Beker van België · Belgische Supercup
Super League · Eerste klasse (vrouwen) · Tweede klasse (vrouwen) · Beker van België (vrouwen) · Belgische Supercup (vrouwen)